# Sapromyzosoma
Sapromyza là một chi ruồi trong họ Lauxaniidae.

## Các loài
Danh sách này không đầy đủ, bạn cũng có thể giúp mở rộng danh sách.